# ذئب حبشي
الذئب الحبشي أو ذئب الحبشة أو ابن آوى القردي هو حيوان بري من عائلة الكلبيات ورتبة اللواحم، يراوح حجمه بين حجم الثعلب والذئب، لكنه شديد الشبه بالثعلب بوجهه مستدق الطرف وأذنيه الكبيرتين وجسمه، وهو خفيف البنية وله سيقان طويلة الجزء السفلي منها أبيض، ومعطفه أحمر وتحيط بعنقه حلقتان قرميديتان حمراوتان، وذيله ينتهي بطرفٍ أسود ويبلغ طول رأسه وجسمه حوالي 100 سنتيمتر ويزن نحو 10 كيلوغرام. يواجه الانقراض إذ لا يوجد في العالم منه سوى 500 فرد ومن أسباب انقراضه أنه يتزاوج مع الكلاب الضالة فيصبح هجين.